# 입헌민주당 (2017년 일본)
입헌민주당(일본어: 立憲民主党, りっけんみんしゅとう 릿켄민슈토[*])은 일본의 정당이다. 중도좌파 성향이며, 입헌주의, 자유주의, 풀뿌리 민주주의, 탈원전주의를 이념으로 표방하고 있다. 제48회 중의원 선거를 앞두고 민진당 내 리버럴 계파가 탈당하여 2017년 10월 3일 창당했다. 에다노 유키오 전 관방장관이 현재 당 대표이다. 일본노동조합총연합회의 지원을 받고 있으며, 간 나오토 전 총리를 비롯해 아카마쓰 히로타카, 곤도 쇼이치, 쓰지모토 기요미 등의 정치인들도 합류하였다. 이어진 선거에서 공산당·사민당과 연대해 55석을 차지하면서 희망의 당을 제치고 제1야당에 올랐다. 2019년 제25회 참의원 선거에서 17석을 얻어 총 32석을 획득해 공명당과 국민민주당을 제치고 2당의 지위에 올랐다. 2020년 9월 15일 국민민주당과의 합당을 통해 입헌민주당 간판을 유지한 채 신설합당이 이루어졌다.

## 역사

### 입헌민주당의 뿌리 '민진당'

입헌민주당의 전신인 민진당의 로고

입헌민주당의 창당은 입헌민주당의 직접적인 원류 민진당과 그 전신 민주당의 자유주의 계파가 주도하였다. 이는 입헌민주당의 전신인 민주당, 민진당에서부터 이어져 온 여러 계파 간의 이합집산에 따른 결과이다.
민주당은 1996년 신당 사키가케를 탈당한 간 나오토, 하토야마 유키오와, 일본사회당 탈당 인사들이 모여 창당한 민주당이 1998년 민정당, 신당 우애, 민주개혁연합 등을 흡수 합당하는 형식으로 합류시켜 만들어진 정당으로, 자민당 출신의 보수주의 인사들과 사회당 출신의 자유주의 인사들이 규합하여 정치적 스펙트럼이 넓은 정당이었다. 민주당은 2003년 일명 "민유합병"이라고 회자되는 자유당과의 합병을 성사시키며 세력을 키워나갔으며, 2009년 실시된 제45회 중의원 선거에서 과반수를 넘은 308석을 얻어 정권 교체에 성공하였다. 그러나 후텐마의 미군 기지 이전을 비롯한 공약들의 포기와 계파 갈등, 그리고 2011년 동일본 대지진에서 드러난 간 나오토 내각의 기민하지 못한 대응으로 지지율이 추락하며 민주당은 휘청거렸고, 총리도 3년 사이에 하토야마 유키오, 간 나오토, 노다 요시히코 3명이 맡는 등 혼란을 거듭하였다. 결국, 2012년 제46회 중의원 선거에서 민주당은 아베 신조가 이끄는 자민당과 공명당 연합에 패배해 야당으로 전락했다.
정권을 다시 자민당-공명당 연합에 넘겨줘야 했던 민주당은 2015년 일본공산당과 연대했지만 자민당-공명당과의 선거 대결에서 좋은 성과를 내지 못하였고, 2016년 3월 우익 성향의 정당인 유신당과 합당하여 민진당이 되었다. 이 민진당이 바로 입헌민주당의 직접적인 전신이다. 그러나 민진당은 우익에서 극우 성향을 포괄하는 유신당과 중도주의에서 중도좌파 성향을 포괄하는 민주당이 선거 승리를 위해 "반아베"라는 기치 아래 연합을 한 것이어서 당내에서 의견을 하나로 모으기가 매우 어려운 상황이었다. 이러한 일본내 민주당계 정당의 모습을 두고 안주영 복지사회소사이어티 정책위원은 "민주당은 자민당에 대항하는 새로운 이념과 정책을 공유한 정당이 아니라, 오로지 '반 자민당' 정당으로 출발했고 그렇게 성장해왔다."고 비판하였다.
이후 민진당은 오카다 가쓰야, 렌호가 연이어 대표로 취임했다. 하지만 2017년 7월 27일 도쿄 도의회 선거에서 후보자들의 연이은 탈당과 사상 최저 의석 당선 등으로 인해 2기 대표인 렌호가 사임하기에 이른다. 도의회 선거에서 돌풍을 일으킨 고이케 유리코 도쿄 도지사와 연합해야 한다는 당내의 보수주의 진영과, 일본공산당을 비롯한 야권 정당과의 연대를 키워야 한다는 자유주의 진영 간의 대립이 불거지는 가운데 민진당에 대한 지지율은 한자릿수에 머물렀다.

### 민진당의 분열

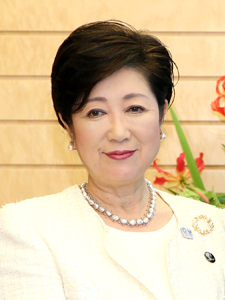
고이케 유리코(사진)가 희망의 당을 창당하자, 민진당 내부에서 이에 호응하는 움직임이 일어났다.

사임한 렌호의 뒤를 이을 민진당 당대표 선거에서 보수주의 진영의 마에하라 세이지가 자유주의 진영의 에다노 유키오에 승리하여 대표로 취임하였다. 그러나 보수주의 진영과 자유주의 진영 사이의 자중지란을 거듭하는 민진당에 대한 불만은 수그러들지 않았고, 호소노 고시를 비롯한 중진 의원들은 "민진당을 탈당해 새로운 정당을 창당하여 정권을 창출하겠다."고 선언하며 탈당을 거듭했다.
9월 25일, 고이케 유리코 도쿄 도지사가 희망의 당 창당을 선언하였다. 민진당을 탈당한 호소노 중의원, 자민당 출신의 와카사 마사루 중의원 등이 이에 가세하였다. 같은 날 아베 신조 또한 중의원을 해산하고 중의원 총선거를 조기 실시하겠다고 선언하며 일본 정계는 선거 정국에 들어갔다. 27일 마에하라 대표는 고이케 도지사와 회동하였고, 중의원 의원 선거에서 연대하기로 합의하였다. 그러나 다음 날인 9월 28일, 마에하라 대표는 민진당 상임간사회에서 "희망의 당으로 합류하겠다."고 선언하며, 아래와 같은 내용을 제안하였고 의원총회에서 승인받았다.
- 민진당 명의의 공천 내정을 취소함.
- 민진당 후보 출마자는 희망의 당 공천 신청자로 간주하여, 희망의 당과의 협의는 마에하라 대표에 일임함.
- 민진당은 이번 선거에서 후보를 공천하지 않으며 희망의 당을 전력 지원할 것임.

마에하라 대표는 "어떠한 수단을 써서라도 정권 교체를 하고 싶다."며 이와 같은 제안의 취지를 밝혔다. 그의 제안이 민진당 의원총회에서 승인을 받은 가운데, 고이케 유리코 희망의 당 대표는 "(개헌과 안보 사안에 대한) 한 사람 한 사람의 의사를 묻겠다."며 공천 과정에서의 인사 선별을 시사하였다. 연합뉴스에서는 이를 보도하면서, "관용적인 개혁보수"를 표방하는 희망의 당의 선별 과정에서, 일본공산당 측과 가까운 진보적 인사들이 탈락할 것이라고 내다보았다. 희망의 당의 '선별 과정'에서 탈락한 자유계 인사들은 무소속 출마, 일본공산당 및 사회민주당과의 연대를 추진하는 한편으로, 신당 창당을 고려하였다.

### 입헌민주당의 창당과 첫 선거
"한번 타협하면 죽은 거나 마찬가지야. (一度妥協したら死んだも同然)"— 에다노가 즐겨부른 노래인 게야키자카46의 〈불협화음〉 (不協和音, 2017년) 속 가사.

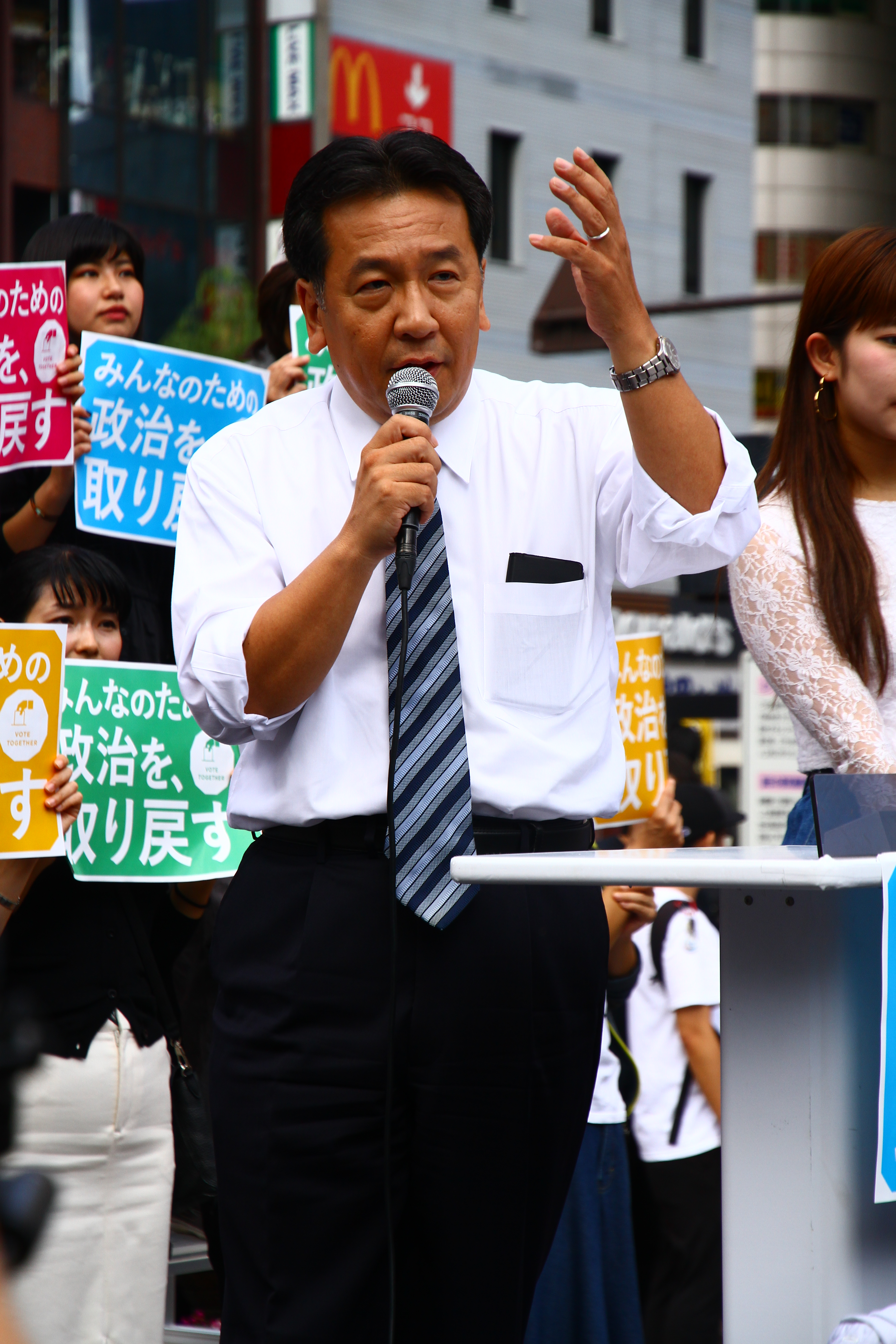
도쿄에서 유세 중인 에다노 유키오

10월 2일, 에다노 유키오 (枝野幸男) 민진당 대표대행은 신당 입헌민주당의 창당을 발표하였다. 그는 "민진당의 이념에 찬성하는 사람들을 위해 새로운 (유권자들로부터 지지를 모을) 그릇이 필요하다"며 "희망의 당에 참가하지 못하는 중의원 의원들과 함께 싸울 당이 필요하다고 판단했다"고 밝혔다. 이어 나가쓰마 아키라 전 후생노동상과 함께 도쿄 도 선거관리위원회를 찾아 창당을 신고하였다. 입헌민주당에는 간 나오토 전 총리, 아카마쓰 히로타카 전 중의원 부의장, 쓰지모토 기요미, 곤도 쇼이치, 아베 도모코 전 민주당 부대표, 하쓰시카 아키히로 전 민주당 청년국장 등이 합류하였으며, 에다노 대표는 "개헌에 반대하는 일본공산당, 사회민주당과 연대할 것"이라며 입장을 발표했다. 또, 창당 이후 합류한 가이에다 반리 전 민주당 대표는 "민주당, 민진당의 이념과 정책을 발전계승하기 위해 참가했다"고 밝혔다.
10월 5일 후쿠야마 데쓰로 참의원 의원이 민진당을 탈당하고 입헌민주당에 입당하였다. 이로서 입헌민주당은 참의원에서도 원내 정당이 되었다. 10월 6일 입헌민주당은 에다노 유키오 대표, 간 나오토 전 총리를 포함한 62명의 1차 공천을 발표하였고 10월 9일 16명을 추가 공천해 총 78명의 후보를 내놓게 되었다. 입헌민주당의 공천 확정을 전후하여 일본공산당에서는 입헌민주당, 사회민주당과 249개 지역구에서 후보를 단일화하였다. 일본공산당은 입헌민주당 후보가 공천된 지역구에서는 자당 후보의 공천을 취소하였다.
10월 8일 도쿄 도 우치사이와이의 일본 기자 클럽에서 열린 당대표 간 토론회에서, 에다노 유키오 대표는 당의 구호로서 "정직한 정치" (まっとうな政治)를 표방했다. 토론회 직후인 10월 10일 ~ 10월 11일 사이에 요미우리 신문, 아사히 신문, 니혼게이자이 신문에서 실시한 여론 조사에서, 입헌민주당은 제48회 일본 중의원 의원 총선거에서 30석 ~ 40석을 얻을 것으로 예상되었다. 니혼게이자이 신문은 입헌민주당이 45석에서 최대 60석까지 획득할 것으로 예측하였다. 이후 10월 17일 산케이 신문, 후지 뉴스 네트워크가 공동으로 실시한 설문조사에서는 46석 ~ 60석을 획득할 것으로 전망되었다. 이어 19일에 아사히 신문이 발표한 여론조사 (17일 ~ 18일 실시)에서는 비례 투표를 희망하는 정당으로 자민당 (34%)에 이어 2위 (13%)를 기록, 11%를 기록한 희망의 당을 앞섰다.

### 총선 약진과 그 이후

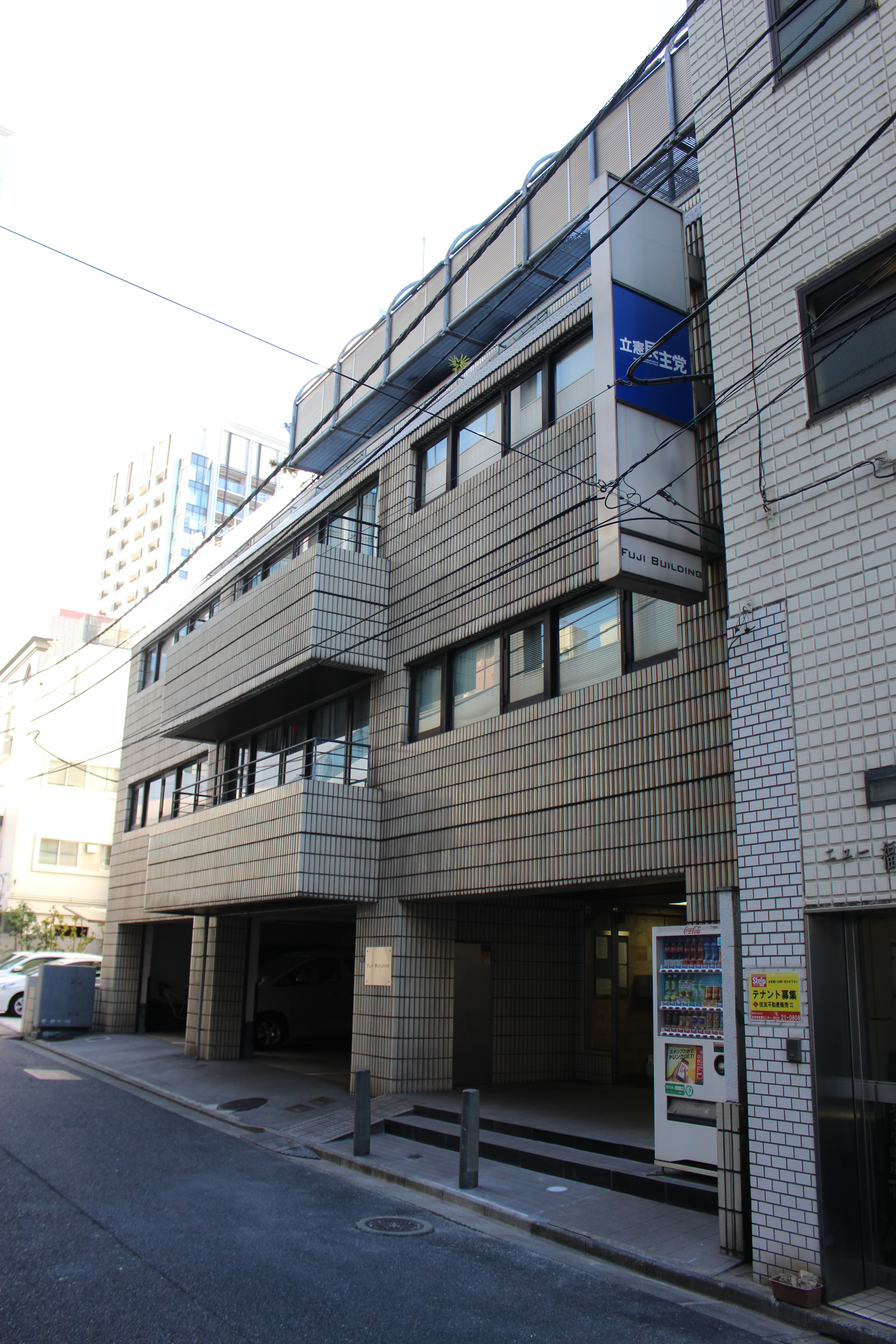
입헌민주당 당사

10월 22일에 열린 제48회 일본 중의원 의원 총선거에서 입헌민주당은 55석을 확보하였다. 선거 당일날 밤 에다노 대표는 기자회견 자리에서 "지금까지의 정치와는 다른 곳에 깃발을 세우고, 국민과 함께 걸어갈 것을 호소해 지지를 얻었다."고 선거 결과에 대해 자평하며, 입헌민주당에 대하여 "자위대 존재를 명기하는 헌법개정에 반대하고 아베 정권의 폭주에 맞서는 세력이 될 것"이라고 천명했다. 민진당을 떠나 희망의 당으로 합류했던 인사들이 선거에서 낙마한 가운데, 무소속파로 당선된 인사들을 중심으로 민진당 재결합론이 거론되자 입헌민주당 측은 "선거가 끝났다고 민진당으로 돌아가면 선거 표심의 양해를 구할 수 없다."는 입장을 밝혔다.
10월 24일, 입헌민주당은 양원 의원 총회를 열어 쓰지모토 기요미 정책조사회장을 국회대책위원장에 겸직시켰다. 한편 후쿠야마 데쓰로 간사장 등의 인사에 대해서도 승인하였다. 에다노 유키오 대표는 총회에서 "나가타초의 숫자 게임에 급급하면 우리에 대한 기대는 순식간에 사라진다."며 야권 재편에 대해 신중한 자세를 드러내었다. 10월 26일에는 쓰지모토 기요미 국회대책위원장이 겸임하던 정무조사회장직을 나가쓰마 아키라 대표 대행이 이임하게 되었다. 10월 30일에는 도쿄도 지요다구 히라카와 정의 오피스빌에 당사(黨舍)를 설치하는 등, 선거 직후 입헌민주당은 당 기반의 확립에 착수하였다.
10월 25일 아사히 신문이 발표한 설문조사 결과에 따르면, 원내 제2당으로 올라선 입헌민주당에 대하여 응답자의 17%가 지지를 표명하였고, 49%가 기대를 품고 있는 것으로 드러났다. 비록 같은 날 아오야마 마사유키 도호쿠 지역 비례대표 중의원이, 10월 31일에는 하쓰시카 아키히로 중의원이 각각 성추문에 휘말리며 당원권 정지를 당했지만, 11월 2일 기준으로 입헌민주당의 지지율은 14%로 크게 떨어지지 않았다. 입헌민주당은 민진당을 탈당해 무소속으로 출마하여 당선된 야마오 시오리 중의원 의원을 회파 "입헌민주당·시민 클럽"에 가입시키되 입당은 보류하는 것으로 결정하였으며, 당내 유일 참의원 의원이던 후쿠야마 데쓰로 간사장이 민진당 회파를 탈퇴하였다. 10월 31일에는 입헌민주당에서 지역 조직으로서는 처음으로 아이치현 연합이 발족했다.
11월 20일, 에다노 대표는 민진당의 지방 의원에 대하여, 입헌민주당 입당 여부를 연말까지 결정하여 입장을 표명토록 요구하겠다는 입장을 발표하였다. 2019년에 있을 제19회 일본 통일지방선거까지 시간이 많지 않기 때문이라고 그 이유를 밝혔다. 민진당은 총지부를 존속시켜, 지방의원도 총지부장에 취임할 수 있도록 당 규약을 개정하기로 하여, 지방의원의 향후 행보는 입헌민주당과 민진당, 양당 관계의 과제로 남게 되었다.
11월 30일, 민진당 소속의 도의원이 처음으로 입헌민주당 입당을 표명하였다. 12월 19일 입헌민주당은 앞서 서술된 해당 도의원을 포함하여, 도쿄 도 의회, 구 의회, 시 의회, 정 의회 등의 도쿄 도 연합에 소속되어 있는 지방의원 47명과 나고야시 의회, 후쿠오카현 이토시마시 의회의 시의원 각각 1명의 입당 신청을 승인하였다. 또 에다노 유키오 대표의 선거구인 사이타마 현 제5구의 민진당 지방의원 6명 전원이 입헌민주당으로의 이적을 표명하였고, 민진당 소속 중의원이 있는 3개 선거구의 지방의원 5명도 입헌민주당 입당을 위한 논의를 시작하는 등, 지방의원들의 민진당 탈당과 입헌민주당 입당이 이어지고 있다.
참의원에서는 무소속 가와다 류헤이 (川田龍平) 의원이 12월 8일 입당계를 제출하여 12월 19일 공식 입당하였다. 21일에는 가자마 나오키 (風間直樹) 참의원 의원과 아리타 요시후 (有田芳生) 참의원 의원이 입당을 신청했다. 이어서 22일에는 전일본자치단체노동조합 출신의 에사키 다카시 참의원 의원이 입헌민주당 입당을 신청했다. 12월 26일, 렌호 전 민진당 대표가 민진당에 탈당계를 제출하였으며, 입헌민주당 입당 의사를 타진하였다.

### 야당 재편

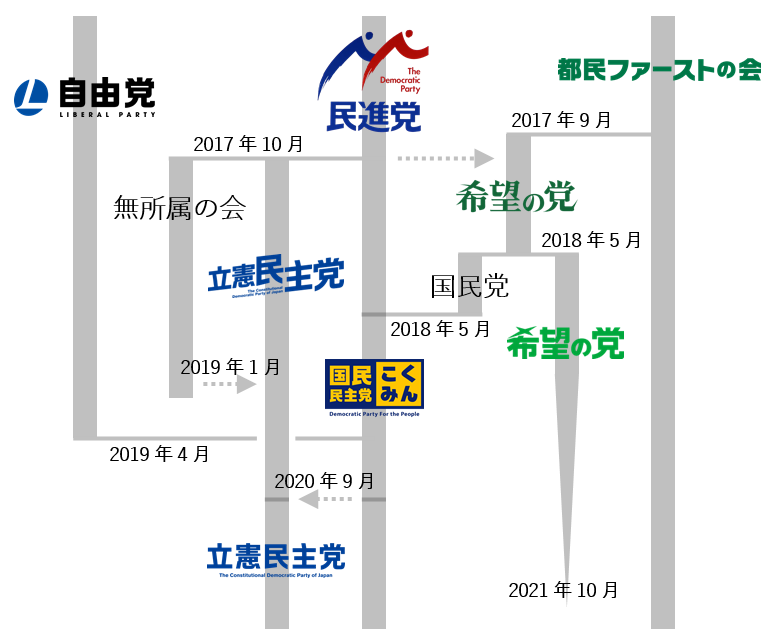
민진당 분열 이후 민진당 계열과 도민퍼스트회(고노코 도지사) 계열 정당의 분파.

2017년 12월 28일, 후쿠야마 데쓰로 간사장은 민진당이 제안한, 민진당-입헌민주당-희망의 당 3당의 통합 교섭단체 (통일회파) 구성에 대하여 "더 이상 검토하지 않고 있다."는 입장을 표명하였다. 후쿠야마 간사장에 따르면, 입헌민주당은 12월 26일, 민진당에 희망의 당을 포함하는 교섭단체 구성을 거부하겠다는 방침을 전달한 바 있었으나, 다음 날인 27일 민진당으로부터 "민진당-입헌민주당-희망의 당 3당이 함께 교섭단체를 구성하자는 민진당의 입장은 변함이 없다."는 회신을 받고 더 이상 검토하지 않겠다는 입장을 발표하였다. 이에 민진당의 오쓰카 고헤이 대표는 기자회견을 통해 "입헌민주당과 계속 접촉하고자 한다."며 교섭을 이어가겠다는 뜻을 천명하였다. 이어 해를 넘긴 2018년 1월 4일 에서도 에다노 유키오 대표의 연초 회견에서 "이미 끝난 이야기라고 생각한다"라고 발언하였으며 통일회파 구성에 적극적이던 희망의 당에 대해서도 "이념, 정책 등이 크게 달라 통일 회파로 같이 가긴 어려울 것이다"라고 말했다.
2018년 2월 민진당 아이치현 지부는 2019년 통일지방선거를 겨냥하여 미래에 입헌민주당에 합류하기로 하였으며 아이치현 현의원 및 나고야시 시의회 의원 등이 신세이 아이치(新政あいち)라는 지역 교섭 단체를 수립하였다. 또한 가나가와현에서도 입헌민주당, 희망의 당, 민진당 계열 무소속 의원이 모인 임의단체인 "자유민권회의@가나가와"를 4월에 발족할 계획을 가지고 움직이는 등 민진당 계열의 입헌민주당과의 재결합 계획이 여기저기서 이루어지고 있다.
2월 20일 열린 입헌민주당 제9회 상임간사회에서는 2월 15일 시마네현 지부가 수립되는 등 총 17개 도도부현에 지방조직이 수립되었으며, 홋카이도와 사이타마현, 도쿄도 등에서 입당한 지방 의회 의원이 118명이라고 발표하였다. 3월 18일에는 고치현 지부가 수립되면서 시코쿠 내에서는 처음으로 입헌민주당 지방조직이 수립되었다.
3월 29일 민진당은 희망의 당을 흡수합병 하는 형태로 신당을 결성하기로 결정하였다. 이에 대해 에다노 대표는 "나가타초에서 일어나는 숫자맞추기 같은 권력싸움에 말려들지 않겠다"며 신당 구상에 참여하지 않겠다는 의사를 확실히 했다. 4월 2일 정당 집행부 위원회에서도 민진당의 신당구상에 동참하지 않겠다고 하며 신당 결성 신청을 위한 영수회담 요청에도 응하지 않았다. 또한 민진당과 희망의 당의 합류 움직임에 반발한 참의원 의원 스기오 히데야가 민진당을 탈당하고 입헌민주당으로 옮겼다.
5월 7일, 민진당과 희망의 당이 흡수합병되어 국민민주당으로 창당함을 발표하자 같은 날 민진당의 후쿠다 아키오, 오가와 도시오, 나타니야 마사요시 등 중의원 의원 1명, 참의원 의원 10명이 탈당하고 입헌민주당 입당 신청서를 내었으며 5월 8일 전원 입당하였다. 또한 같은 날 시바 히로카즈 등 무소속 참의원 6명과 함께 "입헌민주당·민우회" 교섭회파를 수립하였다.
9월 20일에는 히요시 유타 중의원 의원이 자유당 이적을 이유로 탈당계를 제출하였다. 10월 18일 신청이 접수되어 입헌민주당 창당 이후 최초로 국회의원이 탈당하는 기록이 남게 되었다. 같은 날 중의원 의원 아오야마 마사유키도 탈당하였다.
10월 15일에는 프랑스의 인민공화연합 당수와 국제정세에 관한 의견 교환을 하였다.
10월 11일, 입헌민주당과 국민민주당 양당이 회동을 가져 2019년 있을 참의원 선거에서 참의원 1인구를 비롯한 여러 선거구의 후보를 양당 간에 서로 조정의 필요성을 확인하는 양해각서를 채결하였다. 반면 여러 지역에서 구 민진당 세력의 결집을 부정하는 '단독주의'로 치달아 "여러 지역에서 입헌당 의원을 1석씩 내겠다"고 하는 의원 모임도 열리기도 했다.
10월 22일, 참의원의 "국민민주당·신록풍회"에 소속되어 있던 참의원 의원 나가하마 히로유키가 국민민주당을 탈당하며 입헌민주당 계파가 참의원 제1야당회파가 되었다. 12월 25일에는 탈당한 히로유키 의원과 이전 민진당 출신이자 무소속이었던 채 입헌민주당 계파에 있던 시바 히로카즈, 마야마 유이치, 노다 구니요시 의원이 입당하였다. 나가하마가 계파에 합류하면서 공명당 회파 의원이 25명이 되었다.

### 2019년 지방선거와 참의원 선거
2019년 1월 24일, 입헌민주당 참의원 계파는 '희망의 모임' 소속 사회민주당 의원과 통일회파를 결성하기로 하였다. 국민민주당이 '희망의 모임' 소속 자유당 의원들과 합치기로 결의하면서 이에 대한 대응으로 이루어졌다.
2019년 4월 7일 열린 제19회 통일지방선거에서 도도부현 의회 당선자가 1,158명, 시의회 의원 당선자가 99명으로 야당 중에선 가장 좋은 성적을 거두었다. 이후 4월 21일 열린 2019년 일본 보궐선거에서는 중의원 오키나와현 제3구 보궐선거에서 입헌민주당이 지지한 야라 도모히로 무소속 의원이 당선되었다.
5월 30일에는 입헌민주당, 국민민주당, 공산당, 사민당, 사회보장재건국민회 5개 회파가 모여 참의원 1인 선거구 32개구 가운데 미야기현, 가고시마현을 제외한 30개구에서 단일 후보를 세우기로 합의하였다.
7월 21일 참의원 선거 결과 지역구 9석, 비례대표 9석을 당선시키며 총 의석 32석으로 4석 증가한 결과를 거두었다.

### 통일회파 결성과 합당 논의

#### 민진당 3당파의 통일회파 결성
참의원 선거에서 침체로 입민당 당내 중진들도 야당 결집과 거리를 두는 에다노 대표에게 유연한 대응을 요구하기 시작했고, 8월 5일에는 입헌민주당이 국민민주당, 사회민주당, 구 민진당계 중의원 회파 "사회보장을 재건하는 국민회의"에게 입헌민주당의 에너지 정책이나 선택적 부부별성 제도 동의 법안에 협력하는 것을 조건으로 중의원에서 입헌회파에 참가하라고 호소하였다. "니가타정의 야합에는 가담하지 않는다"라고 말했던 에다노 대표의 종래 방침의 전환에 대해 에다노 대표는 "국면이 바뀌었다"라고 말했다. 국민민주당은 대등한 입장에서의 결집을 중요시하며 중/참 양원에서 통일 회파의 결성을 요구하는 것이 이어지다 8월 20일에는 입헌민주당-국민민주당 양당 당수 간 "서로 다른 정당인 것을 기반으로 하여 각각의 입장을 서로가 배려하는 것을 확인한다"라고 한 후 중참 양원에서 회파 합류에 동의하였다.
양당간의 합의 이후에도 회파 이름이나 인사, 정책 등을 둘러싸고 "입헌회파에 국민이 더해진다"라는 인식의 입헌민주당 측과 입민당과 대등한 합류를 주장하는 국민민주당 간 서로의 조율에 난항이 있었으나 9월 19일 입헌, 국민당 양당 및 "사회보장을 재건하는 국민회의"의 대표가 모여 통일회파 결성을 발표하였다. 중의원 117명, 참의원 61명이 참여하는 통일회파로 중의원의 경우 2012년 제2차 아베 신조 내각 출범 이후 최대 규모의 야당 회파가 되었다. 또한 합의에 따라 아즈미 준 등 중의원 3명이 입헌민주당으로 입당하였다. 회파 이름은 입헌당이 국민당이나 사보회파에 양보하는 형태로 중의원에서는 "입헌민주·국민·사보·무소속 포럼"(立憲民主・国民・社保・無所属フォーラム)으로, 참의원에서는 "입헌·국민·신록풍회·사민"(立憲・国民．新緑風会・社民)으로 결정되었다. 중의원은 1947년 헌법 하의 개원 이후 가장 긴 회파명이다.
한편 회파 인사는 중참 양원에서 입헌민주당이 국회 대책위원장 자리를 확보하는 등 입민당 주도로 진행되었다. 또한 참의원에서 이미 입헌민주당과 같은 회파에 소속해 있던 사회민주당은 차기 중의원 선거에서 "당의 존재감을 없애지 않기 위해" 중의원에서 통일회파 합류에 신중한 자세를 가지고 있었으나 9월 27일에는 아베 내각 개편 및 자민당 당 임원 인사를 계기로 "개헌 시프트"가 강화되었다고 판단, 야당의 결속을 강화하기 위해 중의원에서도 통일회파에 참여하는 방침으로 전환하였다. 9월 30일에는 중참 양원의 사무국에 신회파의 결성이 신고되어 중의원 120명, 참의원 61명의 대형 회파가 결성되었다.

#### 국민당 및 사민당과의 합병 흐름
통일회파 결성에 성공한 에다노 대표는 10월 30일 국민민주당의 오자와 이치로에게 회담을 호소하며 장래의 양당 합류에 대한 의견을 교환하였다. 국민민주당 사가현 연합이 11월 24일 "연내 합류"를 당사에 요구하는 결의를 통과시키자, 간사장인 후쿠야마는 "입헌민주당을 평가하여 "함께 하고 싶다"라고 들은 것은 고맙다"라고 말해 양당의 합류 기대감을 높였다. 12월 6일 야당 당수 간담회에서 에다노 대표는 국민민주당, 사회민주당과 노다 요시호코 등 무소속 의원에게 "입헌민주당과 같이 행동해주었으면 좋겠다. 정권을 맡을 수 있는 정당을 쌓아올려, 차기 중의원 선거에서 정권 교체를 현실화하고 싶다"라고 말해 사실상 합류를 호소하였다. 이에 다마키 등 각 당 대표는 제안을 가지고 당 내에서 검토하겠다고 말했다.
입헌 및 국민 양당 간사장은 12월 19일부터 27일 사이 7회에 걸쳐 합당 협의를 시작해 "중참 양원 일체의 당 합류를 목표로 한다", "입헌당에 없는 대표선거규정을 합류 후 신속하게 제정한다", "중의원 선거 비례대표에서의 명부 등재 순위를(어느 당 출신이냐에 상관없이) 동일 순위로 한다"라는 방침에 합의하여 당수 회담을 통해 당명이나 인사를 포함한 최종 합의를 목표로 하였다. 에다노, 다마키 양당 당수는 2020년 1월 7일에서 10일에 걸쳐 비공식/공식 포함해 10시간 이상 회담을 거쳐 막바지 협의를 진행하였으나 입헌민주당의 당명을 유지한 채 인사나 정책을 포함한 흡수 합병을 전제로 하는 입민당 측과 입민당과의 대등한 합당을 주장하는 국민당과 논의가 평행선으로 이어져 합의를 보지 못했다.
이를 받은 국민민주당에서는 쓰무라 게이스케 부대표와 오자와 이치로와 가까운 의원들이 모인 합류 추진파 의원 21명이 15일 양원 의원 간담회에서 "합류 협의 추진"을 의제로 양원 의원총회를 열 것을 요구하고 다음날인 16일 에다노 대표는 국민당이 양원 의원 총회에서 합류 방침을 결정하지 않을 경우 협의를 중지할 수 있다고 언급하였다. 20일에는 국민당의 양원 의원 총회에서 쓰무라가 "입민당과의 합류에 대해 기본 합의를 시작한다" 등을 요구하는 결의안을 제출하였으나 찬성 19표, 반대 28표, 기권 6표로 반대 다수로 대등한 합류를 목표로 하는 다나키의 교섭 방침이 신임을 얻었다. 다음 날인 21일 후쿠야마가 국민당의 히라노 히로후미 간사장과 회담을 하여 히라노는 계속 합류 협의에 응해줄 것을 요구하였으나 후쿠야마는 더 이상의 양보는 곤란하다고 말하며 협의는 일시적으로 중단되었다.
사민당 및 노다 요시히코의 그룹 등은 당초 입헌민주당과의 합류에 적극적인 자세를 가졌으나 국민민주당과의 합당이 보류되고 사민당의 지방조직에 신중한 의견이 뿌리깊은 관계로 합류를 보류하였다. 또한 오카다 가쓰야의 무소속 포럼 등도 당분간 합류하지 않을 것이라고 발표하였다.
이후 7월 22일 입민당과 국민당이 당대당 통합에 합의함에 따라 8월 초까지 신설합당을 추진하기로 하였다. 8월 19일 입민당과 국민당의 합당이 사실상 결정됐다. 당 양원(중의원·참의원) 의원 총회에서 "신당을 만드는 것을 승인하며 신당 결성을 위해 마지막까지 전원 참가 노력을 계속한다"고 제안하고 거수투표한 결과 전체 59명 중 57명 의원이 당 집행부의 제안에 찬성했으나 다마키 유이치로 대표와 야마오 시오리 중의원 의원은 불참 의사를 나타냈다.
합류 신당 대표 선거가 9월 10일, 도쿄 도내 호텔에서 열린 가운데, 통합 야당 대표 선거에서 전체 149명 의원 중에 에다노 유키오 입헌민주당 대표가 107표를 얻어 경쟁자인 이즈미 겐타 국민민주당 정조회장의 42표를 압도하며 대표로 선출되었다. 이날 당명 투표에선 에다노 대표가 제시한 입헌민주당이 94표, 이즈미 정조회장이 제시한 민주당이 54표를 얻어 신당은 입헌민주당 간판을 달게 되었고, 기존 입민당의 의석이 중의원 106석, 참의원 43석으로 불어났다. 반면 잔류파인 국민민주당은 중의원 8석, 참의원 7석의 신당으로 이어지게 된다.

## 이념과 성향
입헌민주당은 일본국 헌법의 개정을 반대하는 "호헌파" (護憲派)를 대변하며, 자유주의 (리버럴)를 표방하고 있다. 다만 에다노 유키오 대표는 스스로 리버럴, 즉 자유주의자가 아니라고 밝혔으며, "우리는 풀뿌리 민주주의를 할 것이고 그것을 어떻게 부를지는 여러분의 판단이다."라고 말하였다. 후쿠야마 데쓰로 입헌민주당 간사장은 2017년 12월 15일, 우노 시게노리 도쿄 대학 사회과학연구소 교수와의 대담에서 "원래 입헌민주당을 만들 때 리버럴 정당을 표방할 뜻은 없었다. 리버럴도 보수도 그 정의가 모호한 일본에서, 리버럴과 보수가 무엇인지를 두고 논쟁할 여유가 없었고, 일본에서 리버럴이 갖는 특유의 부정적인 이미지를 피하고 싶었기 때문이다."라면서도, 한편으로 "다양성과 관용이 중시되는 미국·유럽에서 이야기되는 '리버럴'을 인식한 것은 사실이다."라고 밝혔다. 에다노 유키오 대표가 중의원 선거 당시 부르짖은 구호인 "곤란할 때 서로 연대하는 사회"를 두고서는 "정치 지향을 '선별주의'에서 '보편주의'로 바꾼 것이다. 그것을 리버럴이라고 한다면 리버럴이라 할지도 모르겠다."고 언급했다.
나카노 고이치 조치 대학 교수는 한겨레신문과의 인터뷰에서, 기자가 에다노 대표의 "우리들은 리버럴이 아니다."라는 발언을 인용해 "'리버럴'이라는 말 자체에 대한 일본 사회의 거부가 강해보인다."고 질문하자 "리버럴이라고 하면 한쪽으로 치우친 느낌을 줄 수 있다. 에다노 대표는 그런 것은 아니라고 말하고 싶었다고 본다."면서, "제2차 세계 대전 이후 만들어진 일본국 헌법을 통해 일본 사회에는 자유와 민주주의가 대전제로서 깔리게 되었고, 여기에서 전후 체제가 형성되었다."고 설명하였다. 이어 아베 총리가 "전후 체제의 탈각 (脫却)", "일본을 되돌려놓겠다." 등의 발언으로 전후 체제를 중단시키려는 태도를 보였다고 지적하며, (입헌민주당과 같이) 전후 체제를 지키는 것을 '보수'로 본다면 아베는 보수가 아닐 지도 모른다고 밝혔다. 그는 에다노가 리버럴 세력을 규합해 진보적인 세력이 입헌민주당의 제48회 중의원 의원 총선거에서의 결과를 두고 아베 신조 총리의 그와 같은 전후 체제 변화 시도를 멈추는 것이 가능할지도 모른다고 내다보았다.

### 입헌주의
입헌민주당은 입헌민주주의에 대한 사유를 주축으로 하고 있다. 입헌민주주의란 권력은 헌법을 바탕으로 허용되는 것이라는 입헌주의의 존중과, 만인과 협의하여 그들이 수긍할 수 있도록 대소사를 결정짓도록 하는 민주주의가 공존하는 이념이다.
입헌민주당이 이와 같은 입헌민주주의 이념을 전면에 내세우게 된 이유로 에다노 유키오 대표는 모리토모 학원 스캔들이나 가케이 학원 문제, '위헌'이라는 의견에도 불구하고 2016년에 시행된 평화안전법제 정비를 꼽았다.

### 풀뿌리 민주주의
입헌민주당 창당 직후 연설에서 에다노 유키오는, 일억총중류(一億総中流)라 불리던, 모든 국민이 안심하고 생활할 수 있었던 시절의 안정된 사회로 일본 사회를 회복시키는 일 등을 비롯한 목표를 설파하면서, 그와 같은 목표를 실현하기 위해서는 일본의 사회와 경제가 현행 탑다운 방식 (Top-Down Style; 하향식 의사 결정), 즉 지도자가 의사를 결정하고 그 실행을 하부에 전달하는 "상명하복"을 통해서가 아닌, 바텀업 방식 (Bottom-Up Style), 즉 아래에서 의견들을 내어올려 조직 전체를 움직이는 상향식 의사 결정을 통해 움직여야 한다는 인식을 드러냈다.
한편으로 에다노 대표는 풀뿌리에서 비롯되는 민주주의야말로 진정한 민주주의이며, '위로부터의 민주주의'에 대해 제동을 걸고 풀뿌리에서 비롯되는 민주주의를 되찾자고 호소했다.
2017년 12월에 결정된 입헌민주당 강령에도 "입헌주의를 수호하며, 풀뿌리에서 시작되는 민주주의를 실천합니다."라 적혀있다.

## 지지 기반

### 이념·성향적 기반
입헌민주당은 일본국 헌법의 개정을 반대하는 호헌 (護憲) 여론의 지지를 받고 있으며, 호헌 성향인 민진당 지지자들의 대부분을 흡수하였다. 민진당이 제48회 일본 중의원 의원 총선거에 후보를 내놓지 않은 가운데, 니혼케이자이 신문이 시행한 설문조사에 따르면 민진당을 지지했던 유권자의 55%가 입헌민주당에 투표한 것으로 드러났다.

### 지역적 기반
자민당이 62년 된 정당입니다. 공산당 다음으로 62년 된 오래된 정당이기 때문에 정당으로서의 그 조직이나 체계가 잡혀 있고요. 이번에 고이케 유리코 지사가 만든 당이나 또는 고이케 유리코 지사 쪽에 합류 못했던 좌익 인사들이 급조한 정당은 사실은 정당도 아니죠. 이름만 정당이지 아무런 조직과 기반이 없으니까 오히려 바람에 기대를 해봤거든요. 그런데 이 바람이 철벽에 부딪혔으니까, 더군다나 소선구제이기 때문에 분열되면 무조건 지게 돼 있습니다. 그러니까 62년 된 정당에 바람만 믿고 자기들이 당명, 간판만 들고 기대를 했는데 거기에 미치지 못했다, 라고 봐야 할 것 같습니다.— 홍형 통일일보 논설위원, YTN 라디오 <신율의 출발 새아침> 2017년 10월 24일자에서.

입헌민주당은 중의원 선거를 앞두고 리버럴 성향의 민진당 의원들이 희망의 당으로부터 공천을 받지 못하자, 리버럴 성향의 지역구 의원들과 비례대표 의원들을 구제하기 위해 만들어졌다. 선거일로부터 3주 가량을 앞두고 만들어진 신규 정당이었기에 특정한 지역 기반을 갖추지 못하였으며, 제48회 일본 중의원 의원 총선거에서 당선된 에다노 유키오 (사이타마 현 제5구), 간 나오토, 가이에다 반리 등은 입헌민주당 창당 이전부터 해당 지역구에서 현역이었거나 당선된 전력이 있는 사람이었다. 홍형 통일일보 논설위원은 총선거 직후, 입헌민주당의 이러한 상황을 두고 "이름만 정당이지 아무런 조직과 기반이 없다. 62년 된 정당에 맞서서 바람만 믿고, 또 당명과 간판만 들고 기대했으나 그러한 기대에 미치지 못했다고 봐야 한다."며 강하게 비판하였다.
그러나 입헌민주당은 총선 이후 민진당을 이탈하는 사람들과 지역 조직을 흡수하며 지역 기반을 점차 다져나가고 있다. 2017년 12월 24일 기준으로, 입헌민주당은 홋카이도·미야기·도쿄·지바·아이치·교토·오사카·가고시마 등 8개 도부현에 도부현별 연합 (대한민국 정당의 시도당 개념)을 창설하였으며, 군마·사이타마·가나가와·이시카와·시가·효고·후쿠오카·구마모토 등 8개 현에서 추가적으로 현 연합 설립이 추진되고 있다.

### 세대 기반
입헌민주당은 고령층 유권자들로부터 지지를 받고 있다. 니혼케이자이 신문이 제48회 일본 중의원 의원 총선거에 맞추어 발표한 출구조사 결과에 따르면, 입헌민주당은 60대 유권자들로부터 17.8%, 70대 이상 유권자들로부터 16.7%의 지지를 받으며, 이는 각각 가장 높은 지지율, 두번째로 높은 지지율이었다. 반면 10대 ~ 30대 사이의 유권자들로부터는 10% 이하의 지지를 받았으며, 특히 투표 연령이 낮추어져 제48회 일본 중의원 의원 총선거부터 투표권을 행사할 수 있게 된 만 18세·19세 유권자들로부터는 7%의 지지밖에 받지 못하였다. 이들 중 40%는 자민당을 지지하고, 24.1%는 무당층, 10%는 희망의 당을 지지하고 있는 상황이다.
입헌민주당에 대한 장년층, 고령층의 지지와 젊은 층의 냉소적인 자세는 총선거 이후에도 이어지고 있다. 2017년 11월 3일, 요미우리 신문에서 "야당 재편"을 주제로 시행한 설문조사 결과에 따르면, 50대 이상의 응답자들은 입헌민주당 중심의 야당 재편을 지지한 반면, 40대 이하의 응답자들은 "야당을 재편할 필요가 없다."고 응답했다.

## 인물

간 나오토 전 총리는 2017년 입헌민주당 소속으로 중의원 당선에 성공했다.

민주당에서 일했거나 민주당 정권 당시 내각에서 일한 사람들이 입헌민주당의 주요 인물로서 활동하고 있다. 민주당 정권에서 총리를 지낸 간 나오토 (菅 直人)를 비롯하여, 간 내각 제1차 개조내각에서 내각부 특명담당대신, 민주당 대표 (2012년 ~ 2014년)와 간 내각 제2차 개조내각 경제산업대신을 지낸 가이에다 반리, 환경부대신 (환경성 차관)을 지낸 곤도 쇼이치, 하토야마 유키오 내각에서 후생노동대신을 지낸 나가쓰마 아키라 등이 입헌민주당에 당적을 두고 있다. 나가쓰마와 함께 입헌민주당 창당을 주도한 당 대표 에다노 유키오는 간 내각 제2차 개조내각 당시 내각관방장관, 내각부 특명담당대신 등을 지냈다.
한편 총선 이후, 민진당을 탈당해 입헌민주당으로 합류했거나 합류 의사를 표명한 인사들도 존재한다. 가와다 류헤이 참의원, 렌호 전 민진당 대표 (참의원)가 민진당을 탈당해 입헌민주당으로 입당하였다.

### 당 지도부
| 대표                        | 에다노 유키오     |
| 대표 대행 정무조사회장      | 나가쓰마 아키라   |
| 부대표 선거대책위원장       | 곤도 쇼이치       |
| 부대표 총무위원장           | 사사키 다카히로   |
| 간사장 참의원 의원단 대표   | 후쿠야마 데쓰로   |
| 간사장 대리                 | 아쿠쓰 유키히코   |
| 정무조사회장 대리           | 오사카 세이지     |
| 정무조사회장 대리           | 니시무라 치나미   |
| 정무조사회 필두부회장       | 아오야기 요이치로 |
| 국회대책위원장              | 쓰지모토 기요미   |
| 국회대책위원장 대리         | 야마우치 고이치   |
| 국회대책위원회 필두부위원장 | 데즈카 요시오     |
| 참의원 국회대책위원장       | 렌호              |
| 상임간사회의장              | 가와우치 히로시   |
| 양원의원총의장              | 아라이 사토시     |
| 대의사회장                  | 요코미쓰 가쓰히코 |

### 고문직
| 최고 고문 | 간 나오토     |
| 최고 고문 | 가이에다 반리 |
| 상임 고문 | 오가와 도시오 |

## 평가
"입헌민주당을 좌익으로 보고 의석 수를 계산하면, 공산당, 사민당의 의석을 합쳐도 전체 의석수의 20%에 그친다. 그 점에 이번 총선의 의미가 있다."— 아소 다로 부총리 겸 재무상, 제48회 중의원 의원 총선거 후

정론가 호시 히로시는 《주간 도요케이자이》에 기고한 《일본의 '리버럴'은 이대로 쇠퇴할 것인가: 입헌민주당은 자민당에 맞설 개혁 노선을 내놓아야》 (日本の｢リベラル｣は､このまま衰退するのか) 라는 글에서, 원래 (일본에서의) '보수'는 "기득권을 지키고, 부유층을 우대하며 약자를 유기하고 헌법 개정을 추구하는 것", 그리고 '리버럴'은 "기득권 개혁, 부유층에 대한 증세와 약자 구제, 호헌을 추구하는 것"을 가리켰으나, 고이즈미 준이치로 내각 시절의 우정민영화 정책을 계기로 '보수파'인 자민당이 '기득권 타파' 이미지를 선점하면서, 거꾸로 리버럴 진영에 "현상 유지를 추구"한다는 평가가 덧씌워졌다고 평가했다. 나아가 입헌민주당 뿐만이 아니라 자민당, 공명당에도 '리버럴'을 표방하는 사람들이 있다면서, "반 자민당의 기치를 내세우는 것만으로는 정권을 잡을 수 없다."는, 이름을 밝히지 않은 한 전임 민주당 대표의 말을 인용하여 자민당에 맞설 수 있는 개혁 노선을 어떻게 세울 것인가가 입헌민주당의 과제라고 지적하였다.
고바야시 마사야 지바 대학 대학원 산하 사회과학연구소 교수는 아사히 신문에서 운영하는 정론사이트 《WEBRONZA》에 기고한 《입헌민주당에 필요한 이념은 '리버럴'이 아니다》 라는 제하의 글에서, 소수가 기치를 들어 모인 입헌민주당은 입후보자 수가 적고, 총선에서 약진을 하더라도 아직 규모가 작다고 지적했다. 선거 이후에는 정계의 크나큰 개편이 예상되지만, 선거 이전 민진당의 형태로 돌아간다면 도로 아미타불이 될 것이라고 우려하면서, 민주주의를 되살리고 일본 정치 전체를 변화시키려면, 입헌민주당이 지금까지의 민주당이나 민진당과는 완전히 다른 새 정당으로서 스스로의 사상과 주장을 확립시켜나가야 한다고 평가했다.
선거 이후 입헌민주당이 10% 초중반대의 지지율로 다른 야당들에 월등히 앞서나가는 현상을 두고서는, 이름을 밝히지 않은 입헌민주당의 한 중진 의원은 "마에하라 세이지, 호소노 고시와 같은 '개헌 매파', '친미보수파' 의원들이 희망의 당으로 '나가준 덕분에', 입헌민주당은 '헌법 제9조 개헌 반대' 구호를 주저없이 외칠 수 있게 되었다."면서 "'정말이지 잡탕 기질이 심한 민진당은 야무지지 못하다. 별 수 없이 공산당이라도 찍을까?' 하고 고민하던 리버럴 지지층이 (입헌민주당으로) 단번에 돌아온 셈이다." 하고 평가했다.

### 지지자들의 호응
텔레비전 방송 등의 기성 대중매체를 활용하는 홍보를 하기에는 재정력이 충분하지 않았던 입헌민주당은 제48회 중의원 의원 총선거를 앞두고 여러 가지 방법으로 당을 홍보하였다. 우선 선거 운동원을 자원봉사자로 꾸렸다. 에다노 대표 자신은 일본 전국의 1만 3,470km을 직접 돌며 연설을 거듭했으며, 맥주 상자 위에 올라 진행한 그의 가두연설이 이슈가 되기도 했다. 선거 직전 도쿄 신주쿠에서 열린 에다노 대표의 유세에는 비에도 불구하고 8,000명이 찾았으며, 이는 같은 날 아베 신조 총리가 아키하바라에서 진행한 유세의 방문자 수 5,000명을 상회했다. 한편으로 입헌민주당은 트위터를 홍보 수단으로서 십분 활용하였다. 입헌민주당의 공식 트위터 계정은 개설 사흘 만에 자민당 트위터 계정의 팔로어 수 (13만)를 넘는 18만 6,000명의 팔로어 수를 기록하였다. 갑작스러운 팔로어 수의 급증에 대해 부정한 방법을 사용한 것이 아니냐는 논란이 제기되었으나, 팔로하는 계정들의 건전성을 확인한 결과에 따르면 소위 '유령 계정'이나 '가계정'의 팔로 수는 타 정당 트위터의 팔로 수와 비교했을 때 차이가 거의 없는 것으로 드러났다.
선거 기간 중, 음악평론가 다카하시 겐타로는 입헌민주당의 새 캐릭터로서 "릿켄민슈쿤"이라는 캐릭터를 만들어 내놓았다. "릿켄민슈쿤"은 민진당 통합 이후 사용하지 않던 민주당의 마스코트 "민슈쿤" (民主くん)이 미국 리켄배커 (Rickenbacker) 사의 일렉트릭 기타를 들고 있는 모습으로 표현되었는데, 이는 리켄배커의 일본어 표기인 "릿켄밧카" (일본어: リッケンバッカー)의 '릿켄'이 "입헌"의 한자 '立憲'의 일본어 음독 'りっけん'과 같다는 점에서 착안한 다자레 (일본식 언어 유희)이다. 이 "릿켄민슈쿤"은 2017년 10월 15일 가고시마에서 진행된 가두연설에서 다카하시와 함께 등장했다. 설정 상 "릿켄민슈쿤"은 민진당 합당으로 퇴역한 뒤 일본 헌정기념관에 전시되어 있는 "민슈쿤"과는 다른 존재이며, 무라카미 하루키의 소설 《기사단장 죽이기》의 등장 인물인 '기사단장'과 같이 '등장한 이데아'라고 주장한다.

## 역대 선거 결과

### 중의원 선거
| 선거명        | 의석     | 득표율 | 대표          |
| ------------- | -------- | ------ | ------------- |
| 제48회 총선거 | 55 / 465 | 19.88% | 에다노 유키오 |

### 참의원 선거
| 선거명        | 의석     | 득표율 | 대표          |
| ------------- | -------- | ------ | ------------- |
| 제25회 총선거 | 32 / 245 | 15.80% | 에다노 유키오 |

## 참고

### 주해
1. ↑  당시 당수는 오자와 이치로
2. ↑  2016년에 출범한 일본유신회와는 별도의 당이다.
3. ↑  일본어 위키백과 ja:民進党を離党した国会議員一覧 (민진당을 탈당한 국회의원 일람) 문서에 민진당을 탈당한 의원들의 명단이 작성되어 있다.